# Luis Barriga Errázuriz
Luis Barriga Errázuriz (Santiago, 22 de enero de 1895-Ibíd, 26 de septiembre de 1978) fue un abogado y político chileno, que se desempeñó como ministro de Relaciones Exteriores y Comercio de su país, durante la llamada «República Socialista de Chile», dirigida por las Juntas de Gobierno de Arturo Puga Osorio, Carlos Dávila Espinoza y Bartolomé Blanche Espejo entre junio y octubre de 1932.

## Familia y estudios
Nació en Santiago de Chile el 22 de enero de 1895, siendo el tercero de los nueve hijos del matrimonio conformado por el abogado y juez Luis Ignacio Barriga Espinoza y Elvira Errázuriz Valero, hija de Carmen Valero Sotomayor y Nicanor Errázuriz Errázuriz, y este a su vez hijo de Concepción Errázuriz Mayo y del político Francisco Javier Errázuriz Sotomayor, quien fuera diputado entre 1840 y 1849. Por último, este fue hijo del también político Fernando Errázuriz Aldunate, quien se desempeñó como vicepresidente y presidente provisional de Chile en 1831, y de María del Carmen Sotomayor, primera dama.
Realizó sus estudios primarios y secundarios en el Colegio San Ignacio. Continuó los superiores en la Facultad de Derecho de la Pontificia Universidad Católica (PUC), titulándose en 1926, con la tesis La hipoteca de la cosa ajena. Juró como abogado ante la Corte Suprema el 30 de septiembre de ese año. Posteriormente, cursó un doctorado en derecho en la Universidad de París, Francia.

## Carrera profesional y política
Se dedicó a ejercer libremente su profesión, y fue profesor de derecho civil y director del seminario de derecho privado de la Facultad de Derecho de la Universidad de Chile.
En 1931, fue uno de los miembros fundadores del partido Nueva Acción Pública (NAP), precursor del Partido Socialista de Chile (PS); que también integraría a partir de su creación en 1933. El 5 de junio de 1932, fue nombrado por el presidente provisional de la Junta de Gobierno de la denominada «República Socialista de Chile, Arturo Puga Osorio como titular del Ministerio de Relaciones Exteriores y Comercio; función que continuó ocupando en las seguidas administraciones provisionales de Carlos Dávila Espinoza y del general Bartolomé Blanche Espejo, hasta el 14 de septiembre de ese año. Cabe señalar que, entre los días 5 y 16 de junio, ocupó el puesto gubernamental en calidad de titular, mientras que entre esa última fecha y el 11 de julio, en calidad de interino, volviendo a asumir en la titularidad plena desde entonces.
Fue miembro del Colegio de Abogados de Chile, gremio del cual actuó como su consejero. Falleció en Santiago el 26 de septiembre de 1978, a los 83 años.